# 4 de setembro
4 de setembro é o 247.º dia do ano no calendário gregoriano (248.º em anos bissextos). Faltam 118 dias para acabar o ano.

## Eventos históricos

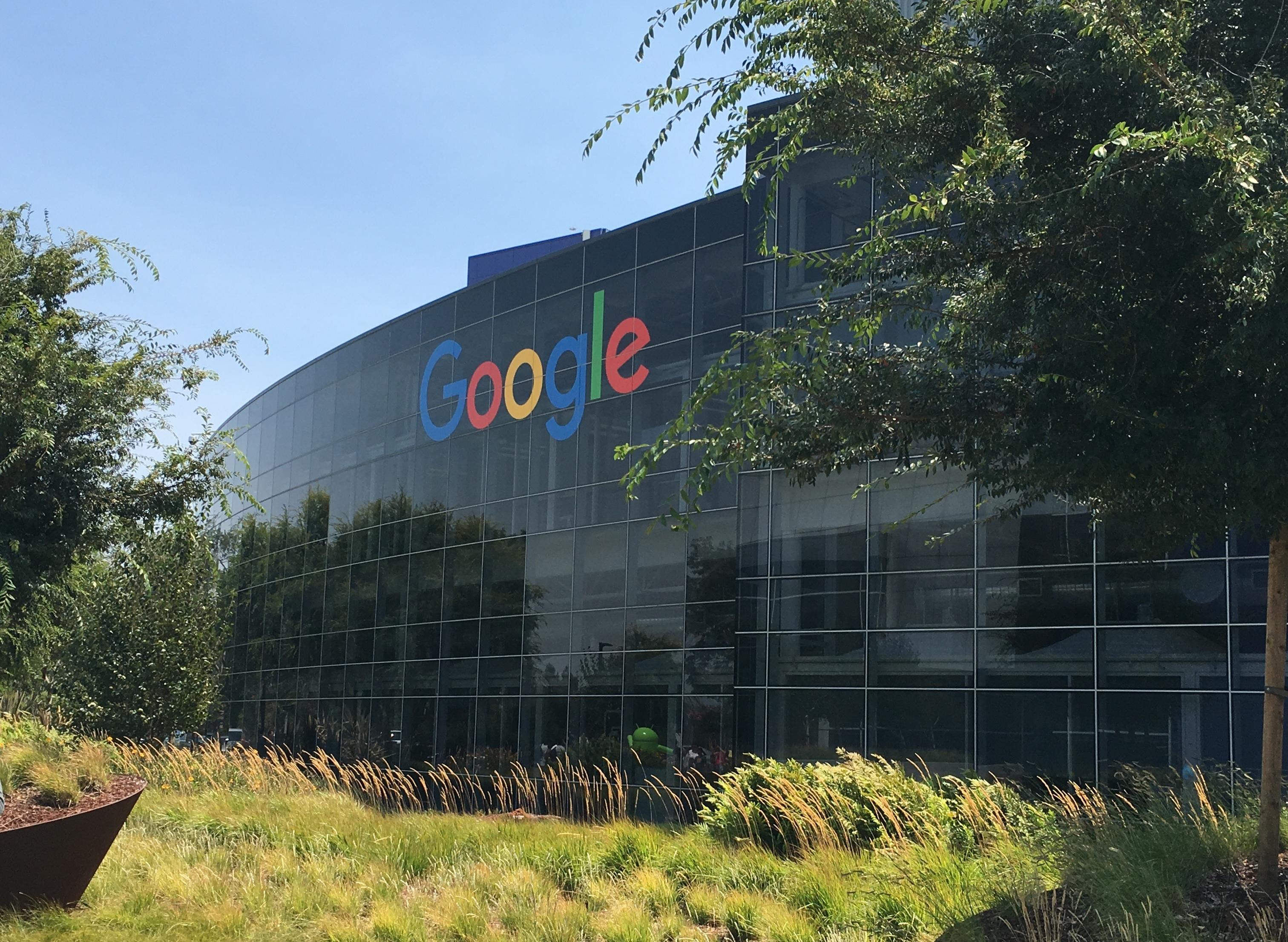
1998: O Google é fundado

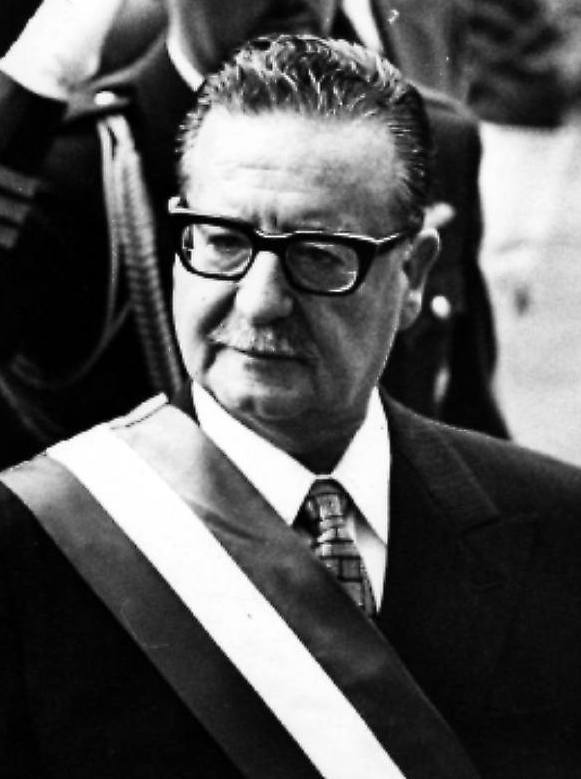
Salvador Allende é eleito presidente do Chile

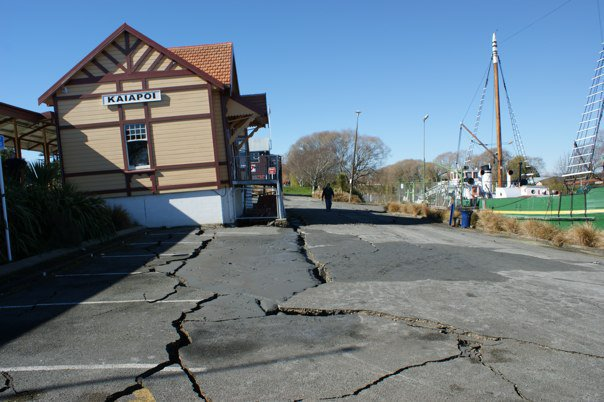
2010: Estação ferroviária Kaiapoi após o sismo

- 0476 — Rômulo Augusto, último imperador do Império Romano do Ocidente, é deposto quando Odoacro proclama-se "Rei da Itália", terminando assim o Império Romano do Ocidente.
- 0626 — Li Shimin, postumamente conhecido como Imperador Taizong de Tang, assume o trono da China.
- 0929 — Batalha de Lenzen: as forças eslavas (os redarii e os obotritas) são derrotadas por um exército saxão perto da fortaleza fortificada de Lenzen em Brandemburgo.
- 1260 — Os gibelinos de Siena, apoiados pelas forças de Manfredo, rei da Sicília, derrotam os guelfos florentinos na Batalha de Montaperti.
- 1282 — Pedro III de Aragão torna-se o rei da Sicília.
- 1479 — O Tratado das Alcáçovas-Toledo é assinado pelos Reis Católicos de Castela e Aragão de um lado e Afonso V e seu filho, o príncipe João de Portugal.
- 1607 — Ocorre a Fuga dos Condes na Irlanda.
- 1666 — Em Londres, Inglaterra, o Grande Incêndio destruiu a Catedral de São Paulo.
- 1774 — A Nova Caledônia é avistada pela primeira vez pelos europeus, durante a segunda viagem do capitão James Cook.
- 1781 — Los Angeles é fundada como El Pueblo de Nuestra Señora La Reina de los Ángeles ("A Vila de Nossa Senhora, a Rainha dos Anjos") por 44 colonos espanhóis.[1]
- 1797 — Golpe de 18 Frutidor na França.
- 1800 — A guarnição francesa em Valletta rende-se às tropas britânicas que haviam sido chamadas a convite dos malteses. As ilhas de Malta e Gozo tornam-se um protetorado britânico.
- 1827 — O grande incêndio de Turku destrói quase completamente a antiga capital da Finlândia.[2]
- 1842 — Casamento de Pedro II do Brasil com a princesa Teresa Cristina Maria de Bourbon.
- 1850 — Promulgação da Lei Eusébio de Queirós, que proíbe definitivamente o tráfico negreiro para o Brasil.
- 1870 — O imperador Napoleão III da França é deposto e é declarada a Terceira República.
- 1875 — Motim das Mulheres, durante o Segundo reinado, interior do Rio Grande do Norte. Cerca de 300 mulheres protestaram contra a obrigatoriedade do alistamento militar
- 1886 — Guerras indígenas nos Estados Unidos: após quase 30 anos de luta, o líder apache Gerônimo, com seus guerreiros remanescentes, se rende ao general Nelson A. Miles no Arizona.
- 1888 — George Eastman registra a marca Kodak e recebe a patente por sua câmera que usa rolo de filme.
- 1911 — Toma posse em Portugal, o 2.º governo republicano, o primeiro sob a Constituição de 1911, chefiado pelo presidente do Ministério João Chagas.
- 1944
  - Segunda Guerra Mundial: a Finlândia sai da guerra com a União Soviética.
  - Segunda Guerra Mundial: A 11ª Divisão Blindada britânica liberta a cidade belga de Antuérpia.
- 1948 — A Rainha Guilhermina dos Países Baixos abdica por motivos de saúde.
- 1950 — Darlington Raceway é o local da Bojangles' Southern 500, a primeira corrida NASCAR de 500 milhas.
- 1951 — A primeira transmissão televisiva transcontinental ao vivo ocorre em São Francisco, da Conferência Japonesa do Tratado de Paz.
- 1957 — A Ford Motor Company apresenta o Edsel.
- 1963 — O voo Swissair 306 cai perto de Dürrenäsch, na Suíça, matando todas as 80 pessoas a bordo.
- 1967 — Guerra do Vietnã: A Operação Swift começa quando os fuzileiros navais dos EUA enfrentam os norte-vietnamitas na batalha no Vale Que Son.
- 1969 — Militantes do MR-8 sequestram o embaixador americano no Brasil, Charles Burke Elbrick.
- 1970 — Salvador Allende é eleito Presidente do Chile.
- 1975 — É assinado o Acordo Provisório do Sinai relativo ao conflito árabe-israelense.
- 1981
  - Toma posse em Portugal o VIII Governo Constitucional, um governo da coligação Aliança Democrática (PPD/PSD, CDS e PPM) chefiado pelo primeiro-ministro Francisco Pinto Balsemão.
- 1985 — Descoberta da Buckminsterfulereno, a primeira molécula de carbono do fulereno.
- 1989 — Em Leipzig, Alemanha Oriental, ocorre a primeira manifestação semanal para a legalização de grupos de oposição e reformas democráticas.
- 1996 — Guerra contra as drogas: as Forças Armadas Revolucionárias da Colômbia (FARC) atacam uma base militar em Guaviare, iniciando três semanas de guerrilha em que pelo menos 130 colombianos são mortos.
- 1998 — O Google é fundado por Larry Page e Sergey Brin, dois estudantes da Universidade Stanford.
- 1999 — Inicio de uma série de ataques terroristas contra apartamentos russos, sendo Buynaksk o primeiro local onde os atentados ocorreriam, matando 64 pessoas.
- 2010 — Um sismo de magnitude 7,1 atinge a Ilha Sul da Nova Zelândia causando danos generalizados e várias quedas de energia.
- 2020 — O Papa Bento XVI torna-se o papa que viveu mais tempo, 93 anos, quatro meses, 16 dias, ultrapassando o Papa Leão XIII, falecido em 1903.[3]
- 2023
  - Mais de 40 pessoas morrem após passagem de ciclone extratropical pela região sul do Brasil.
  - A Tempestade Daniel provoca inundações em torno do Mediterrâneo central e o colapso de duas barragens na Líbia, causando mais de 6 000 mortes.

## Nascimentos

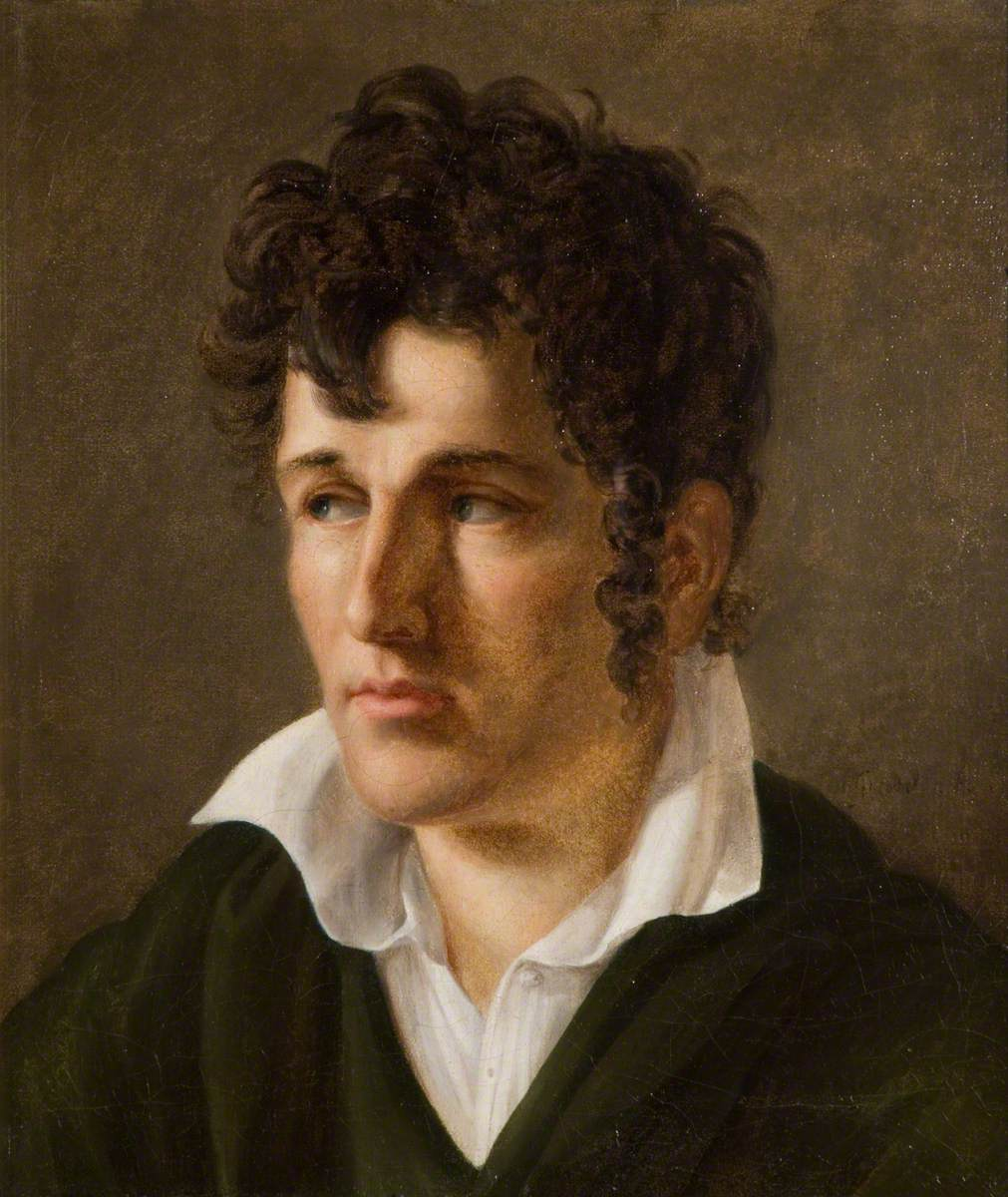
François-René de Chateaubriand

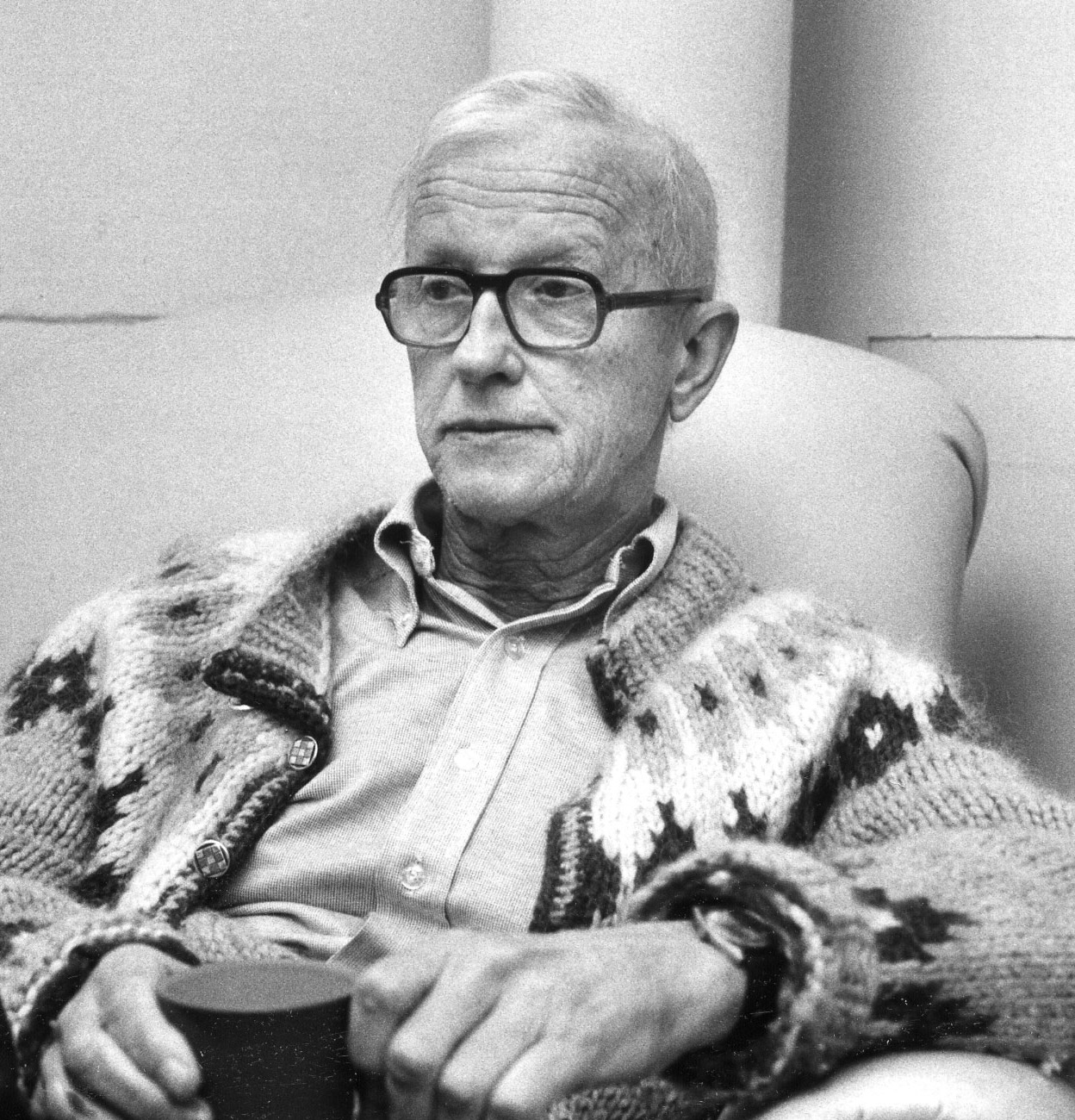
Max Delbrück

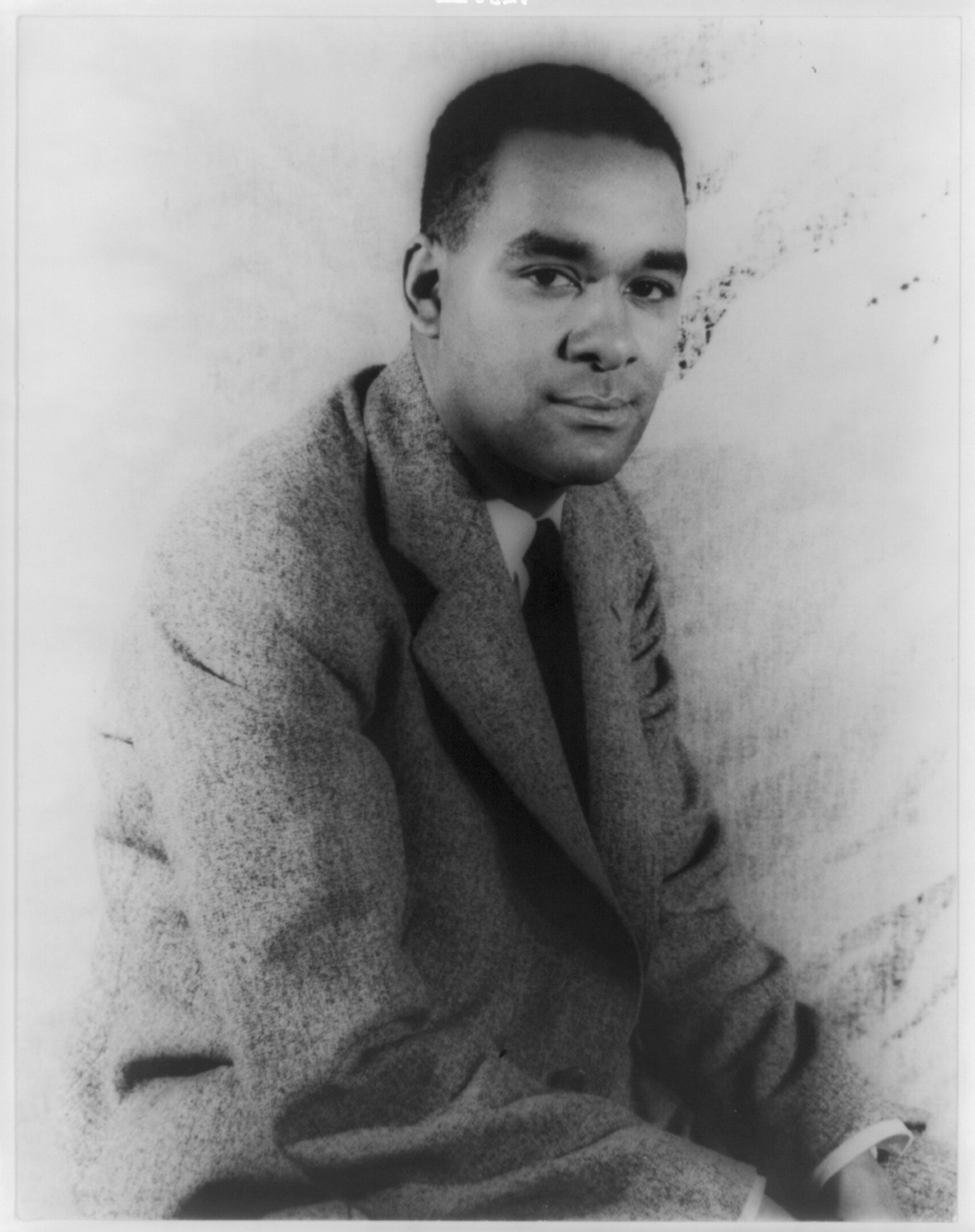
Richard Wright

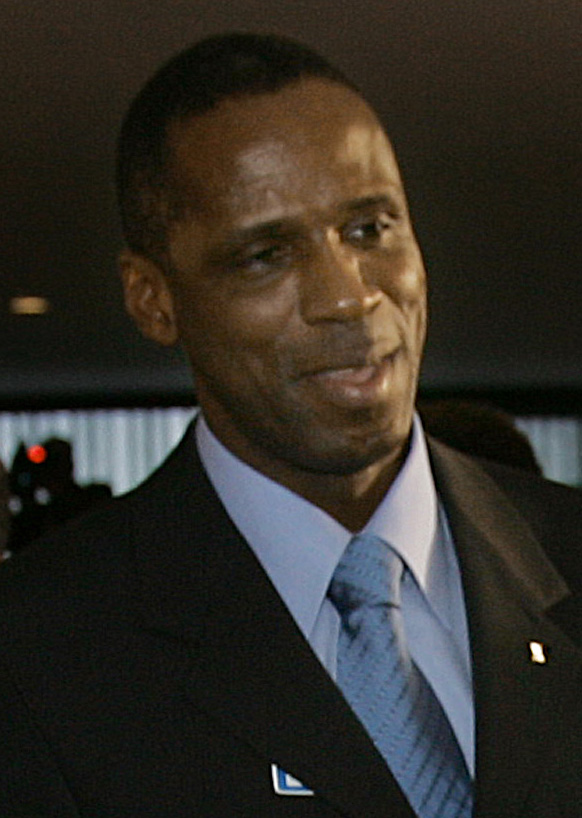
Robson Caetano

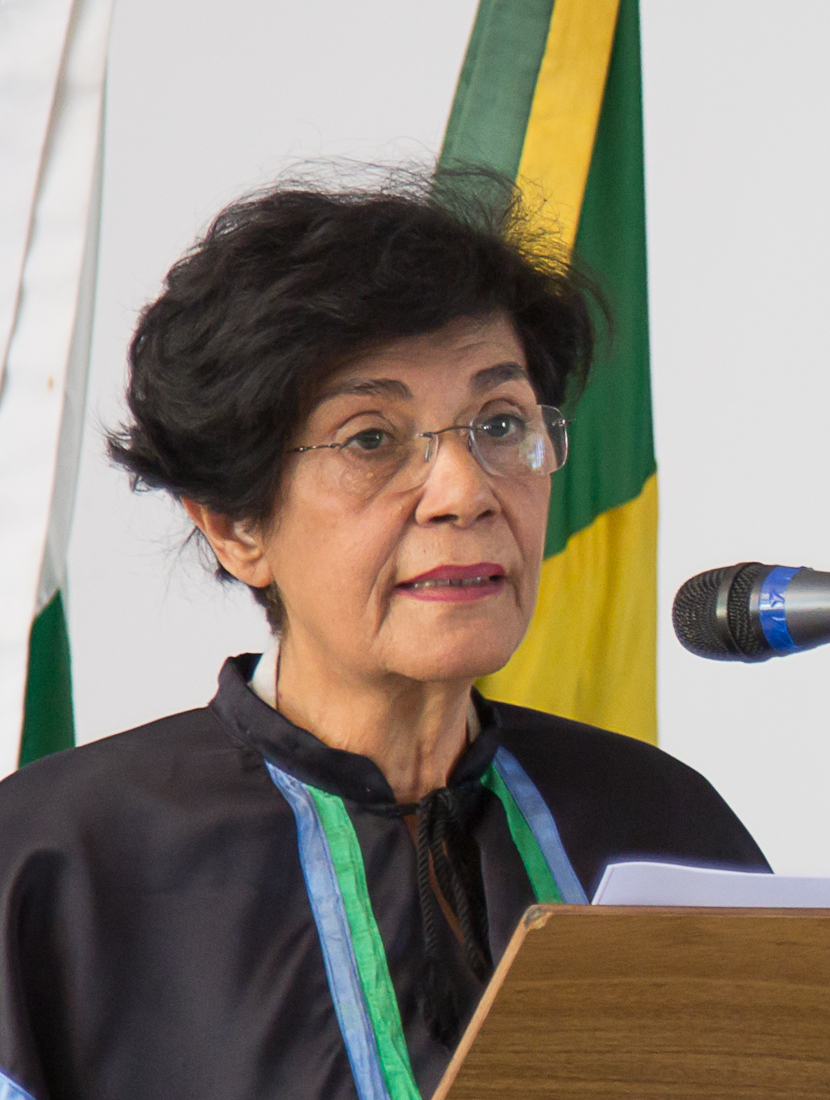
Marilena Chaui

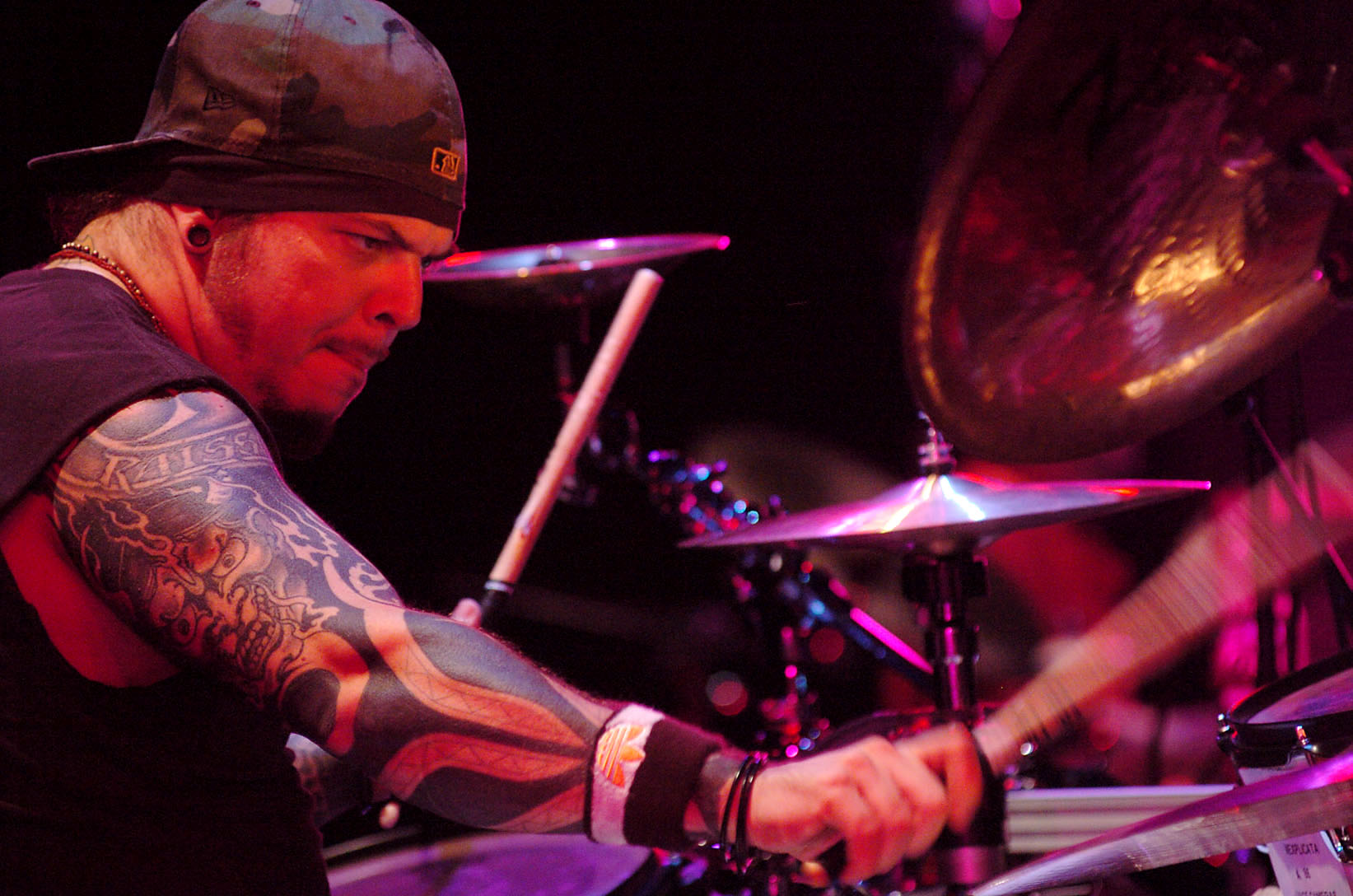
Igor Cavalera

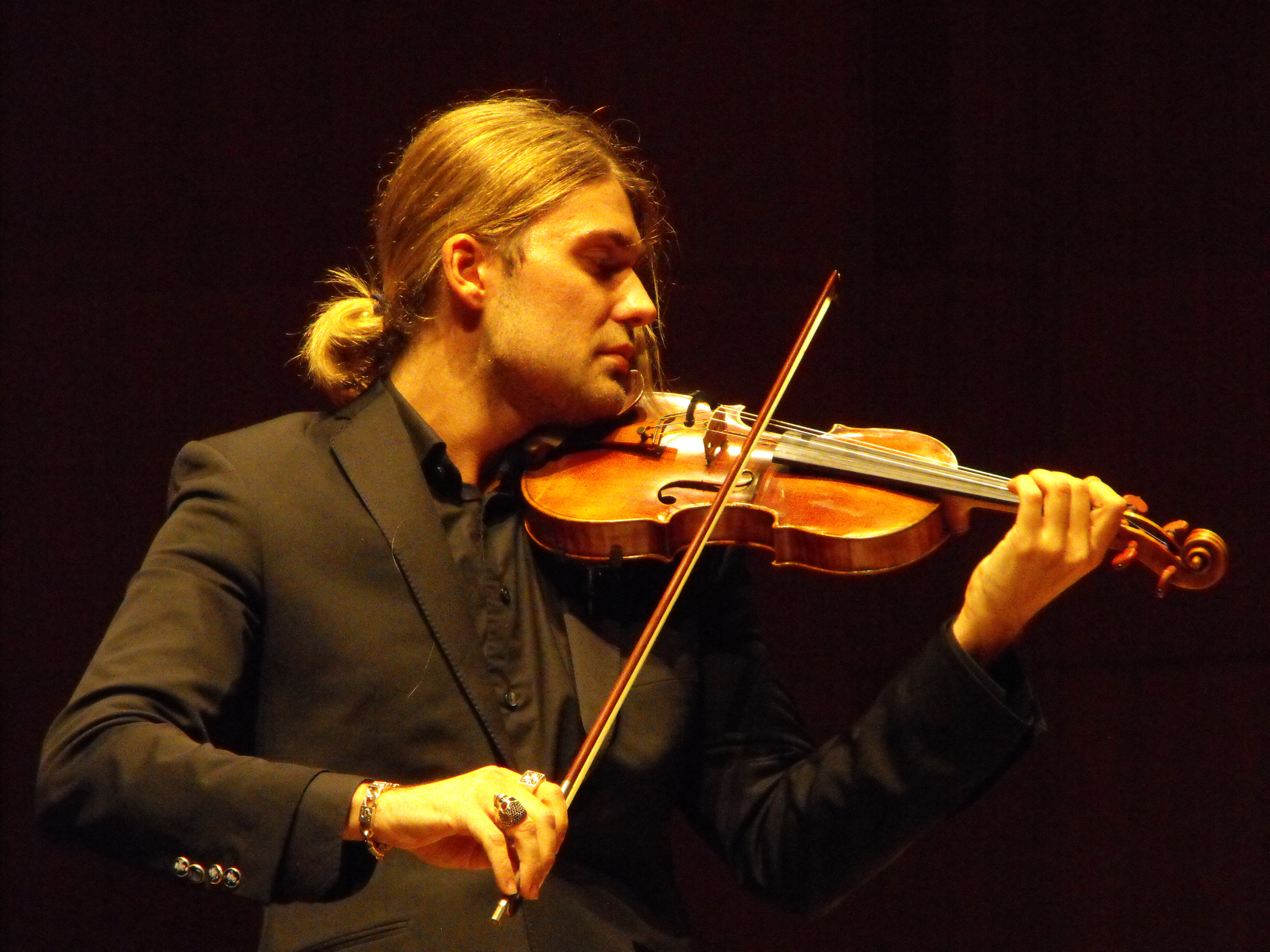
David Garrett

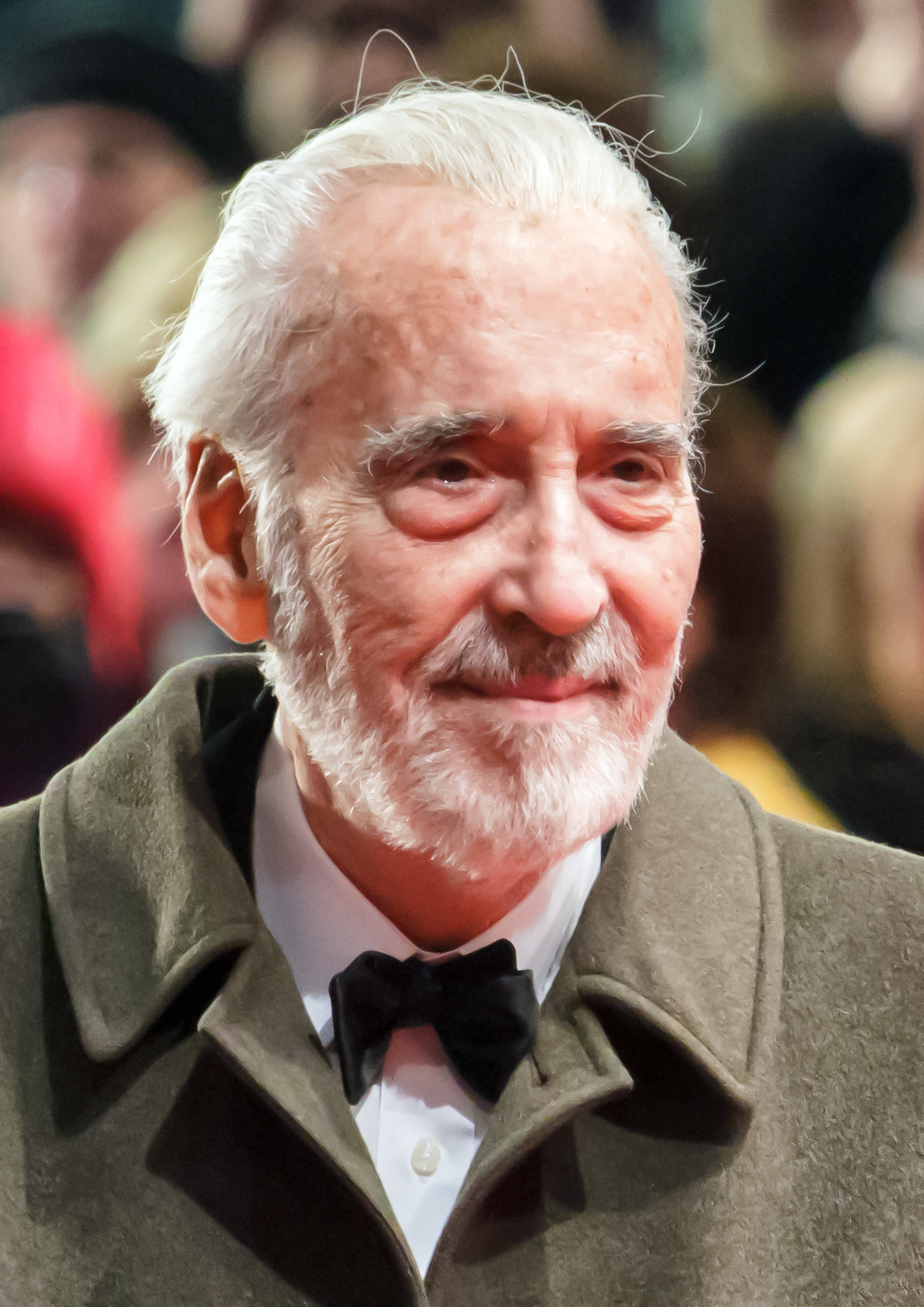
Christopher Lee

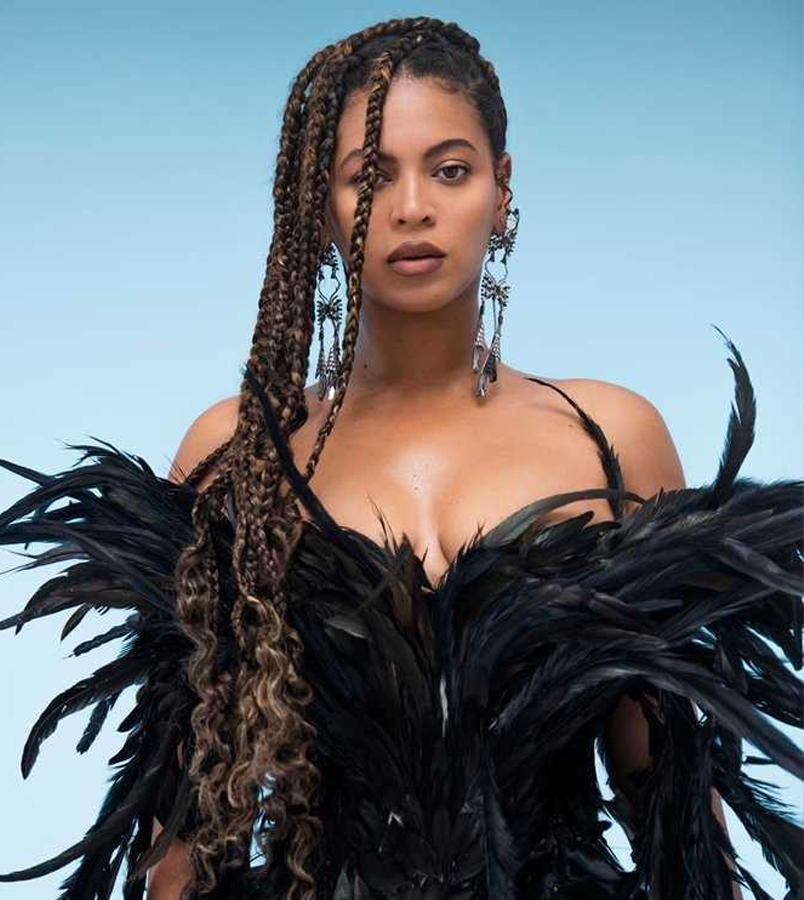
Beyoncé

### Anterior ao século XIX
- 1241 — Alexandre III da Escócia (m. 1286).
- 1383 — Amadeu VIII, Duque de Saboia (m. 1451).
- 1563 — Wanli, imperador da China (m. 1620).
- 1547 — Sofia de Meclemburgo-Güstrow, rainha da Dinamarca e Noruega (m. 1631).
- 1596 — Constantijn Huygens, poeta e compositor neerlandês (m. 1687).
- 1681 — Carl Heinrich Biber, violinista e compositor austríaco (m. 1749).
- 1755 — Hans Axel von Fersen, diplomata, militar e estadista sueco (m. 1810).
- 1768 — François-René de Chateaubriand, poeta francês (m. 1848).
- 1769 — Tenreiro Aranha, escritor brasileiro (m. 1811).

### Século XIX
- 1803 — Sarah Polk, primeira-dama norte-americana (m. 1891).
- 1809 — Juliusz Słowacki, poeta polonês (m. 1849).
- 1824 — Anton Bruckner, compositor austríaco (m. 1896).
- 1832 — Antonio Agliardi, cardeal italiano (m. 1915).
- 1837 — Teresa de Saldanha, religiosa dominicana e pintora portuguesa (m. 1916).
- 1840 — Guilherme, Príncipe de Orange (m. 1879).
- 1846 — Daniel Burnham, arquiteto estadunidense (m. 1912).
- 1848
  - George Edward Dobson, zoólogo e fotógrafo militar irlandês (m. 1895).
  - Jennie Lee, atriz estadunidense (m. 1925).
- 1853 — Hermann von Wissmann, explorador alemão (m. 1905).
- 1857 — Jules Andrade, matemático, relojoeiro e físico francês (m. 1933).
- 1863 — Alfred Rehder, botânico teuto-americano (m. 1949).
- 1867 — Medeiros e Albuquerque, jornalista, político e escritor brasileiro (m. 1934).
- 1869 — Karl Seitz, político austríaco (m. 1950).
- 1874 — João, Duque de Guise (m. 1940).
- 1877 — Kārlis Ulmanis, político letão (m. 1942).
- 1888 — Oskar Schlemmer, pintor e escultor alemão (m. 1943).
- 1891
  - Fritz Todt, engenheiro alemão (m. 1942).
  - Fridolin von Senger und Etterlin, militar alemão (m. 1963).
- 1892 — Darius Milhaud, compositor francês (m. 1974).
- 1896
  - Antonin Artaud, poeta e ator francês (m. 1948).
  - Aspasia Manos, princesa grega (m. 1972).

### Século XX

#### 1901–1950
- 1901 — Paul Osborn, roteirista e dramaturgo norte-americano (m. 1988).
- 1902 — Arthur Hugh Garfit Alston, botânico britânico (m. 1958).
- 1904
  - Sabin Carr, atleta norte-americano (m. 1983).
  - Christian-Jacque, cineasta francês (m. 1994).
- 1905 — Meade Lux Lewis, pianista e compositor estadunidense (m. 1964).
- 1906 — Max Delbrück, biólogo alemão (m. 1981).
- 1908
  - Edward Dmytryk, cineasta canadense-americano (m. 1999).
  - Osvaldo Bezerra Cascudo, político e médico brasileiro (m. 1997).
  - Richard Nathaniel Wright, escritor estadunidense (m. 1960).
- 1909 — Eduard Wirths, físico alemão (m. 1945).
- 1913
  - Stanford Moore, bioquímico estadunidense (m. 1982).
  - Kenzo Tange, arquiteto e urbanista japonês (m. 2005).
- 1917
  - Henry Ford II, industrial estadunidense (m. 1987).
  - Pál Maléter, militar húngaro (m. 1958).
- 1918 — Bill Talbert, tenista norte-americano (m. 1999).
- 1919 — Maria Popescu, socialite e memorialista romena (m. 2004).
- 1920
  - Clemar Bucci, automobilista argentino (m. 2011).
  - Jackie Holmes, automobilista norte-americano (m. 1995).
- 1921 — Ariel Ramírez, pianista, compositor e diretor musical argentino (m. 2010).
- 1924
  - Bobby Grim, automobilista norte-americano (m. 1995).
  - Theodor Kleine, canoísta alemão (m. 2014).
  - Justinas Lagunavičius, jogador de basquete lituano (m. 1997).
- 1926
  - Ivan Illich, filósofo austríaco (m. 2002).
  - Elias Hrawi, político e advogado libanês (m. 2006).
- 1927
  - Antônio Carlos Magalhães, político brasileiro (m. 2007).
  - Peter Kennedy, ex-patinador artístico estadunidense.
- 1928
  - Dominique Colonna, futebolista e treinador de futebol francês (m. 2023)..
  - Dick York, ator estadunidense (m. 1992).
- 1930
  - Milton Moraes, ator brasileiro (m. 1993).
  - Jerry Ragovoy, compositor e produtor musical norte-americano (m. 2011).
- 1931 — Mitzi Gaynor, atriz estadunidense (m. 2024).
- 1933 — Richard S. Castellano, ator norte-americano (m. 1988).
- 1934
  - Clive Granger, economista britânico (m. 2009).
  - Ronald Ludington, patinador artístico estadunidense (m. 2020).
  - Eduard Khil, tenor russo (m. 2012).
- 1936 — Ubirajara Mota, futebolista brasileiro (m. 2021).
- 1937 — Dawn Fraser, ex-nadadora australiana.
- 1938 — Leonard Frey, ator norte-americano (m. 1988).
- 1939 — Pena Branca, músico brasileiro (m. 2010).
- 1941
  - Marilena Chaui, filósofa e educadora brasileira.
  - Petr Král, escritor tcheco (m. 2020).
- 1942 — Jerry Jarrett, empresário e lutador profissional norte-americano (m. 2023).
- 1943 — Ljubomir Mihajlović, ex-futebolista sérvio.
- 1944
  - Tony Atkinson, economista britânico (m. 2017).
  - Esmeralda Barros, atriz, modelo e dançarina brasileira (m. 2019).
- 1945
  - Bill Kenwright, ator, dirigente esportivo e produtor teatral britânico (m. 2023).
  - Philippe Rousselot, diretor de fotografia francês.
- 1946 — Harry Vos, futebolista neerlandês (m. 2010).
- 1948 — Michael Berryman, ator estadunidense.
- 1949 — Tom Watson, golfista norte-americano.

#### 1951–2000
- 1951 — Kevin Stacom, ex-jogador e treinador de basquete norte-americano.
- 1953
  - Fatih Terim, ex-futebolista e treinador de futebol turco.
  - Carlos Alberto de Pinho Moreira Azevedo, bispo católico português.
- 1954 — Isabelle Durant, política belga.
- 1955 — Brian Schweitzer, político norte-americano.
- 1956
  - Blackie Lawless, músico norte-americano.
  - Nikola Špirić, político bósnio.
- 1957
  - Patricia Tallman, atriz estadunidense.
  - Khandi Alexander, atriz estadunidense.
- 1958
  - Drew Pinsky, personalidade do rádio e TV estadunidense.
  - George Hurley, músico estadunidense.
- 1959
  - Álvaro Costa Dias, político brasileiro.
  - Fernando Álvez, ex-futebolista uruguaio.
- 1960 — Damon Wayans, ator, diretor, roteirista e produtor cinematográfico estadunidense.
- 1961
  - Bernard Casoni, ex-futebolista e treinador de futebol francês.
  - Pantico Rocha, compositor e músico brasileiro.
- 1962
  - Chicão, ex-futebolista brasileiro.
  - David Lagercrantz, jornalista e escritor sueco.
- 1963
  - Vanessa Alves, atriz e dubladora brasileira.
  - Stephan Joho, ex-ciclista suíço.
- 1964
  - Christopher Lee, ativista e cineasta americano (m. 2012).
  - Robson Caetano, ex-atleta brasileiro.
  - René Pape, cantor de ópera alemão.
- 1965
  - Marc Degryse, ex-futebolista belga.
  - Abdelhamid Abou Zeid, terrorista argelino (m. 2013).
- 1966 — Gary Neiwand, ex-ciclista australiano.
- 1968
  - Alejandro Mancuso, ex-futebolista argentino.
  - Carlette Guidry, ex-velocista norte-americana.
  - John DiMaggio, dublador e ator estadunidense.
- 1969
  - Džoni Novak, ex-futebolista esloveno.
  - Ramon Dekkers, lutador neerlandês (m. 2013).
  - Giorgi Margvelashvili, político georgiano.
- 1970
  - Igor Cavalera, músico brasileiro.
  - Koldo Álvarez, ex-futebolista e treinador de futebol andorrano.
  - Richard Speight, Jr., ator estadunidense.
  - Ione Skye, atriz, pintora e escritora britânica.
  - Mr. Marcus, ator norte-americano de filmes eróticos.
- 1971
  - Mark Knowles, ex-tenista bahamense.
  - Lilian Laslandes, ex-futebolista francês.
  - Bas van de Goor, ex-jogador de vôlei neerlandês.
- 1972
  - Carlos Ponce, cantor, compositor e ator porto-riquenho.
  - Daniel Nestor, ex-tenista canadense.
  - Raimondas Žutautas, ex-futebolista e treinador de futebol lituano.
- 1973
  - Alceu Feldmann, automobilista brasileiro.
  - Jason David Frank, ator estadunidense (m. 2022).
- 1974
  - Argel Fuchs, ex-futebolista e treinador de futebol brasileiro.
  - Carmit Bachar, cantora e dançarina estadunidense.
  - José Luís Peixoto, escritor, dramaturgo e poeta português.
  - Vladimir Maminov, ex-futebolista e treinador de futebol uzbeque.
  - Hoji Fortuna, ator angolano.
- 1975
  - Joana Limaverde, atriz brasileira.
  - Dave Salmoni, zoólogo e adestrador de animais canadense.
  - Mark Ronson, DJ, compositor, guitarrista e produtor musical britânico.
  - Sergio Ballesteros, ex-futebolista espanhol.
  - Yoani Sánchez, blogueira e jornalista cubana.
- 1976
  - Danival Milagres Coelho, prelado brasileiro.
  - Denilson, ex-futebolista brasileiro.
  - Thiago Martins, ex-futebolista brasileiro.
- 1977
  - Daniel Warren, ator e apresentador brasileiro.
  - Denis Laktionov, ex-futebolista russo.
  - Serhiy Perkhun, futebolista ucraniano (m. 2001).
- 1978
  - Wes Bentley, ator estadunidense.
  - Danijel Ljuboja, ex-futebolista sérvio.
  - Frederik Veuchelen, ex-ciclista belga.
- 1979
  - Dwight Pezzarossi, ex-futebolista guatemalteco.
  - Hector, el Father, cantor porto-riquenho.
  - Kosuke Matsuura, automobilista japonês.
  - Pedro Camacho, compositor português.
- 1980
  - David Garrett, violinista alemão.
  - Fábio Carbone, automobilista brasileiro.
  - Lim Yo-Hwan, jogador de estratégia sul-coreano.
  - Mirela Ţugurlan, ex-ginasta romena.
  - Max Greenfield, ator estadunidense.
  - Ricardo Franco Sierra, ator mexicano.
  - Tamika Mallory, ativista estadunidense.
- 1981
  - Beyoncé, cantora e compositora estadunidense.
  - Lacey Mosley, cantora e compositora norte-americana.
  - Ali Gerba, ex-futebolista canadense.
  - Peter Mponda, ex-futebolista malauiano.
  - Stéphane Auvray, ex-futebolista e treinador de futebol guadalupino.
  - Richard Garcia, ex-futebolista australiano.
  - Tomáš Hübschman, ex-futebolista tcheco.
  - Isaac Dourado, cineasta brasileiro.
- 1982
  - Lima, ex-futebolista brasileiro.
  - Whitney Cummings, atriz e roteirista norte-americana.
  - Fabián Yantorno, ex-futebolista uruguaio.
- 1983 — Orane Simpson, futebolista jamaicano (m. 2009).
- 1984
  - Camila Bordonaba, atriz e cantora argentina.
  - José Trassi, ator, dublador e apresentador brasileiro.
  - Óscar Boniek García, ex-futebolista hondurenho.
- 1985
  - Raúl Albiol, futebolista espanhol.
  - Hiroyuki Komoto, futebolista japonês.
  - Princess Chelsea, produtora musical e cantora neozelandesa.
  - Divaldo Mbunga, jogador de basquete angolano.
  - Walid Mesloub, ex-futebolista argelino.
- 1986
  - Aaron Hunt, ex-futebolista alemão.
  - Charlotte Le Bon, atriz canadense.
  - James Younghusband, ex-futebolista filipino.
  - Danilo Asconeguy, futebolista uruguaio.
- 1987 — Brahim Ferradj, futebolista argelino.
- 1988 — Adelina Boguș, remadora romena.
- 1989
  - Diego Martín Rodríguez, futebolista uruguaio.
- 1990
  - Danny Worsnop, cantor e compositor britânico.
  - Stefanía Fernández, modelo venezuelana.
- 1991
  - Carter Jenkins, ator estadunidense.
  - Stévy Nzambé, futebolista gabonês.
- 1992
  - Layvin Kurzawa, futebolista francês.
  - César Valenzuela, futebolista chileno.
  - Kevin Lee, lutador norte-americano de artes marciais mistas.
- 1993
  - Yannick Carrasco, futebolista belga.
  - Almir dos Santos, atleta de salto triplo brasileiro.
  - Mark Tuan, cantor estadunidense.
- 1995
  - Trevor Gagnon, ator estadunidense.
  - Toni Kanaet, taekwondista croata.
  - Laurens De Plus, ciclista belga.
- 1996 — Victoria Moroles, atriz estadunidense.
- 1997 — Gergely Siklósi, esgrimista húngaro.
- 1998
  - Sophie Capewell, ciclista britânica.
  - Felix Groß, ciclista alemão.
- 2000 — Sergio Gómez, futebolista espanhol.

## Mortes

### Anterior ao século XIX
- 0422 — Papa Bonifácio I (n. 375).
- 1037 — Bermudo III de Leão (n. 1017).
- 1199 — Joana de Inglaterra, rainha da Sicília (n. 1165).
- 1342 — Ana de Trebizonda (n. ?).
- 1571 — Mateus Stuart, 4.º Conde de Lennox (n. 1516).
- 1588 — Roberto Dudley, 1.º Conde de Leicester (n. 1532).
- 1767 — Charles Townshend, político britânico (n. 1725).
- 1780 — John Fielding, magistrado britânico (n. 1721).
- 1784 — César-François Cassini, astrônomo e cartógrafo francês (n. 1714).
- 1789 — Catherine Beauclerk, Duquesa de St Albans (n. 1742).

### Século XIX
- 1821 — José Miguel Carrera, político e militar chileno (n. 1785).
- 1852 — William MacGillivray, naturalista e ornitólogo britânico (n. 1796).
- 1864 — John Hunt Morgan, oficial estadunidense (n. 1825).

### Século XX
- 1907 — Edvard Grieg, compositor norueguês (n. 1843).
- 1918
  - Anastasia Hendrikova, condessa russa (n. 1887).
  - Catharina Schneider, tutora alemã (n. 1856).
- 1960 — Alfred E. Green, diretor de cinema estadunidense (n. 1889).
- 1963 — Robert Schuman, estadista francês (n. 1886).
- 1965 — Albert Schweitzer, teólogo, músico, filósofo e médico alemão (n. 1875).
- 1969 — Sérgio Roberto Correa, ativista brasileiro (n. 1941).
- 1979 — Sefton Delmer, jornalista britânico (n. 1904).
- 1982 — Kristján Eldjárn, político islandês (n. 1916).
- 1986 — Walter Wanderley, organista brasileiro (n. 1932).
- 1990 — Irene Dunne, atriz estadunidense (n. 1898).
- 1993 — Hervé Villechaize, ator francês (n. 1943).
- 1994 — Georges Simenon, escritor belga (n. 1903).
- 1995 — Paulo Gracindo, ator brasileiro (n. 1911).

### Século XXI
- 2006 — Steve Irwin, naturalista e apresentador australiano (n. 1962).
- 2008
  - Waldick Soriano, cantor e compositor brasileiro (n. 1933).
  - Fernando Torres, ator brasileiro (n. 1927).
- 2009 — Keith Waterhouse, escritor e jornalista britânico (n. 1929).
- 2014
  - Joan Rivers, atriz, comediante e apresentadora de televisão estadunidense (n. 1933).
  - Gustavo Cerati, músico argentino (n. 1959).
- 2017
  - Lev Lipatov, físico russo (n. 1940).
  - Rogéria, atriz brasileira (n. 1943).
- 2019
  - LaShawn Daniels, compositor estaduniense (n. 1978).
  - Elton Medeiros, compositor brasileiro (n. 1930).
- 2023 — Steve Harwell, cantor norte-americano (n. 1967).

## Feriados e eventos cíclicos

### Brasil
- Dia do Serventuário
- Aniversário de emancipação política de Paulista (Pernambuco)
- Aniversário de Santa Rosa de Viterbo (São Paulo)
- Aniversário de emancipação política de Pau dos Ferros (Rio Grande do Norte)

### Cristianismo
- Aleixo Orlov
- Anastasia Hendrikova
- Catharina Schneider
- Papa Bonifácio I
- Rosália de Palermo

## Outros calendários
- No calendário romano era o dia de véspera das nonas de setembro.
- No calendário litúrgico tem a letra dominical B para o dia da semana.
- No calendário gregoriano a epacta do dia é xx.